# Norbert Pu
Norbert Pu Yingxiong (chiń. 浦英雄) (ur. 26 sierpnia 1958 w Alishanie) – tajwański duchowny katolicki, biskup diecezjalny Jiayi od 2022.

## Życiorys

### Prezbiterat
Święcenia kapłańskie otrzymał 1 stycznia 1987 i został inkardynowany do diecezji Jiayi. Pracował głównie jako duszpasterz parafialny (przez wiele lat był proboszczem w parafii katedralnej), był też m.in. kanclerzem kurii (2000–2016).

### Episkopat
15 lutego 2022 papież Franciszek mianował go biskupem diecezjalnym Jiayi. Sakry udzielił mu 2 kwietnia 2022 arcybiskup Thomas Chung An-zu.